# Acropora ocellata
Acropora ocellata е вид корал от семейство Acroporidae.

## Разпространение
Видът е разпространен в Австралия, Гуам, Джибути, Египет, Еритрея, Йемен, Израел, Индонезия, Йордания, Кокосови острови, Мадагаскар, Оман, Остров Рождество, Палау, Саудитска Арабия, Северни Мариански острови, Сомалия и Судан.